# Wolfgang G. Schwanitz

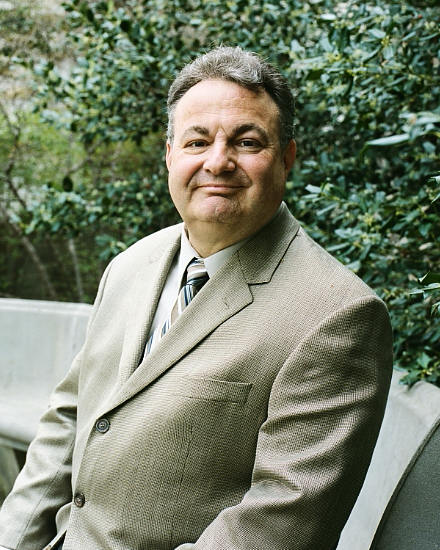
Wolfgang G. Schwanitz, 2008

Wolfgang G. Schwanitz (* 1955 in Magdeburg) ist ein deutscher Arabist, Wirtschaftswissenschaftler und Nahosthistoriker, der in Deutschland und in den Vereinigten Staaten forscht und lehrt. Bekannt wurde er durch Publikationen über internationale Beziehungen zwischen Arabern, Juden und Deutschen, Deutschland bzw. Europa, Amerika und Nahost sowie über den Islam.

## Leben
Wolfgang G. Schwanitz wuchs zunächst in Kairo als Sohn deutscher Diplomaten aus der DDR auf. In Berlin besuchte er die Erweiterte Oberschule „Max Planck“. Von 1977 bis 1982 studierte er Arabistik und Ökonomie an der Universität Leipzig. Dort promovierte er 1985 zu Ägyptens wirtschaftlicher Infitâh-Politik der offenen Tür. Dann leitete er die Forschungsgruppe Geschichte des Nahen und Mittleren Ostens an der Akademie der Wissenschaften der DDR bis 1990.
Nach der deutschen Einheit arbeitete Schwanitz bis 1995 am Forschungsschwerpunkt Moderner Orient,
den die Max-Planck-Gesellschaft als eines der Nachfolgeinstitute der Akademie der Wissenschaften in Berlin gegründet hat, heute das Zentrum Moderner Orient. Er lehrte zum Nahostkonflikt und zu deutschen und amerikanischen Nahostbeziehungen an der Humboldt-Universität, der Freien Universität und der Universität Potsdam (1988–2000) sowie Arabisch und Weltgeschichte am Burlington County College und an der Rider University (2004–2008). Schwanitz war freier Mitarbeiter des Deutschen Orient-Instituts (1998–2006, heute GIGA Institut für Nahost-Studien). Er war Visiting Professor am Rubin Center in Herzlia (2007–2017). Seit 2012 war er Associate Fellow und ist (2014–2017 Hochberg Family Writing) Fellow am Middle East Forum in Philadelphia, Pennsylvania. In Philadelphia wurde er 2021 Bernard Lewis Fellow am Foreign Policy Research Institute.
W.G. Schwanitz war 1991 IREX-Scholar des International Research and Exchanges Board in Princeton, New Jersey, Washington DC und New York. Danach forschte er in Ägypten und Israel als Invited Scholar am CEDEJ in Kairo (1992–1993), als Visiting Fellow an der Princeton University (1995–1997) und am German-American Center des
Deutschen Historischen Instituts Washington DC (1998).
Am Near Eastern Studies Department der Princeton University beendete er zwei Bände über Deutsche in Nahost nach 1945 und edierte August Bebels Buch über die Muhammedanisch-Arabische Kulturperiode (1884/1889). In seiner Geschichte der Deutschen Orientbank zeigte Schwanitz mit deutschen, nahöstlichen und amerikanischen Quellen, wie die Nazis vor allem von Juden in Europa geraubtes Gold in der Türkei verkauft und daraus erzielte Mittel für Subversion in Nah- und Mittelost benutzt haben.
Zur Wendezeit publizierte er über die fehlende Kritik, ost- und westdeutsche Nahostpolitik und Israel-Sicht, deutsche Einheit und Orientalistik, arabische Perestroika-Rezeption, die Golfkriegsdebatte, die Terrorfrage am Nil und marxistische Schwächen. 1993 bildete er die Deutsche Arbeitsgemeinschaft Vorderer Orient mit. Er gründete und leitete Berliner Orient-Gespräche (1987–1995). Dort stand er auch der Deutsch-Ägyptischen Gesellschaft vor (1990–1995). In Amerika erforscht Schwanitz seit 2000 die amerikanische sowie die deutsche Nahost- und Islampolitik in der regionalhistorischen Komparatistik Amerika-Nahost-Europa, AME.

## Leistungen
Er hielt vier nationale und zwei internationale Kolloquien ab über:
- nahostbezogene Archive (Gotha 1989)
- deutsche Nahostforschungen sowie Araber, Juden und Deutsche (Berlin 1990, 1993)
- 125 Jahre Sueskanal (Lauchhammer 1995)
- Deutschland und Ägypten (Kairo 1996)
- das Dritte Reich und Nahost (Washington DC 2001).

Auf 23 internationalen und 25 nationalen Tagungen referierte er, darunter der 17. Welthistorikerkongress in Madrid 1990 und Kolloquien in Paris (1994, 2004) Kairo 1996, Washington DC (1998, 2001, 2014), München 2006, Princeton (1996, 1998, 2008), Nancy 2009 und New York (2014, 2015, 2016, 2017).
Die Resultate legte er als Autor von zehn Büchern, 90 Buchkapiteln und Herausgeber von zehn Büchern zur Nah- und Mittelost-Geschichte vor, die internationale Beziehungen seit 1798 beschreibt, als mit Napoleons Ägyptenfeldzug die Moderne für den Nahen Osten begann. Schwanitz trägt zu Lexika bei wie dem historisch-kritischen Wörterbuch des Marxismus und dem Handbuch des Antisemitismus. Zudem gestaltete er die Fernsehproduktionen mit über Saddam Hussein (History Channel 2005), Kaiser Wilhelms heiligen Krieg (ARD 2005), Nationalsozialisten und Islamismus (Bayerischer Rundfunk 2006), über den Großmufti von Palästina Mohammed Amin al-Husseini (NDR, WDR, SWR, Arte 2009, 2010) und über diesen Islamistenführer im Zweiten Weltkrieg in Berlin und Oybin 1941 bis 1945 (MDR, 2016).
Aktuelle Veröffentlichungen anderer Autoren werden von Schwanitz ebenfalls kommentiert. So widersprach er im Tagesspiegel der These von Volker Koop, der Großmufti Mohammed Amin al-Husseini habe seinen Titel Großmufti zu Unrecht getragen und das Werben der Nazis um die Araber wäre bis auf einige Aufstände „weitgehend folgenlos geblieben“. Ebenso widersprach Schwanitz in „Explizit.Net“ der Aussage des Autors Hamed Abdel-Samad, der heutige Islamismus wäre „islamischer Faschismus“. Diese Fehlanalyse einer Mischideologie mit totalitären Strängen sei ahistorisch, der Begriff römisch geprägt, untauglich für Islamländer, keine Selbstbezeichnung von Islamisten und schließe weitere totalitäre Bewegungen wie Nationalsozialismus und Kommunismus aus, die indes Nahost im 20. Jahrhundert stark geprägt haben.

## Werke (Auswahl)
Monographien

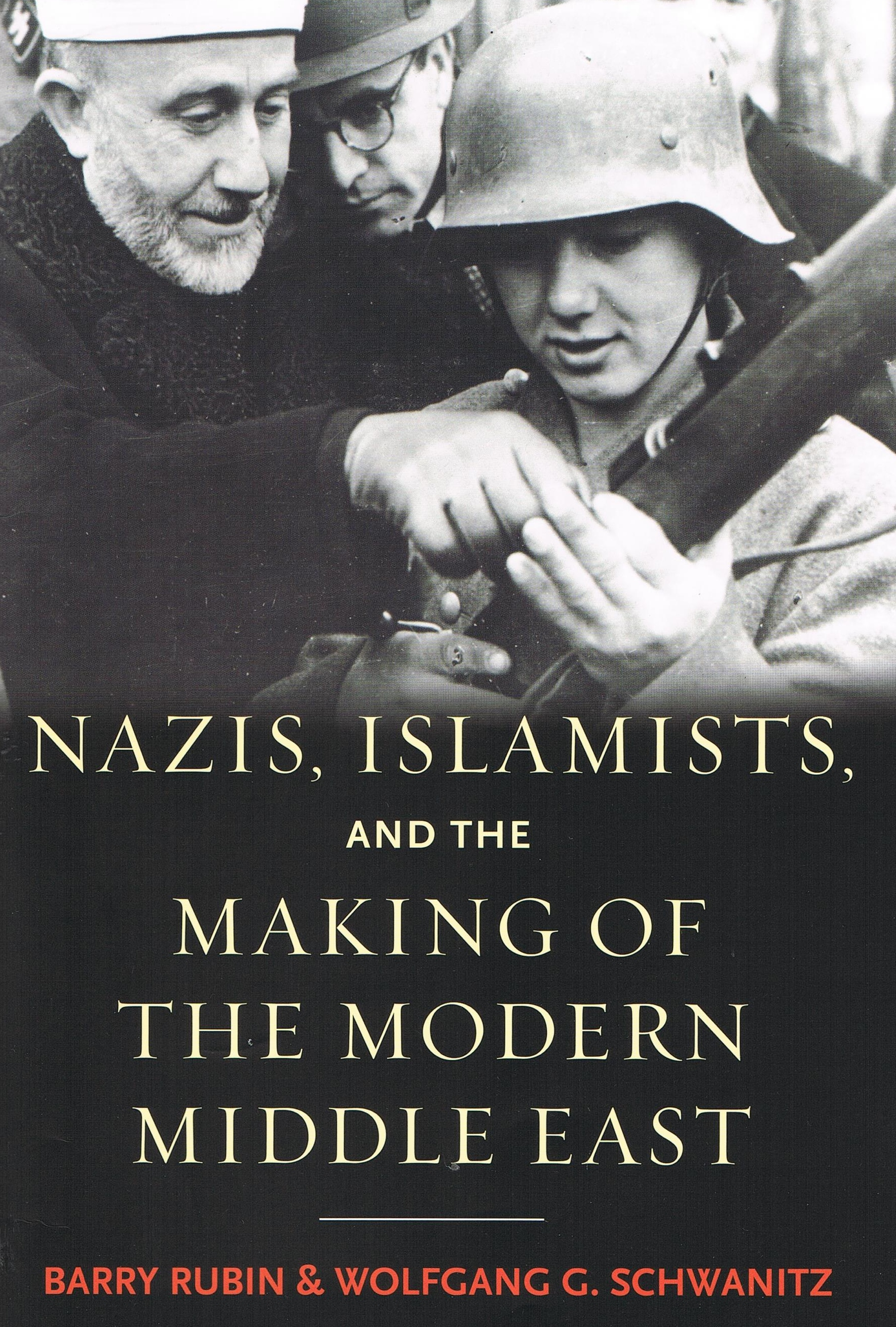
Die Fotografie zeigt den Großmufti von Jerusalem Muhammad Amin al-Husseini, wie er im November 1943 die Ausbildung von bosnischen SS-Freiwilligenverbänden beaufsichtigt. Die Umschlaggestaltung stammt von der Yale University Press.

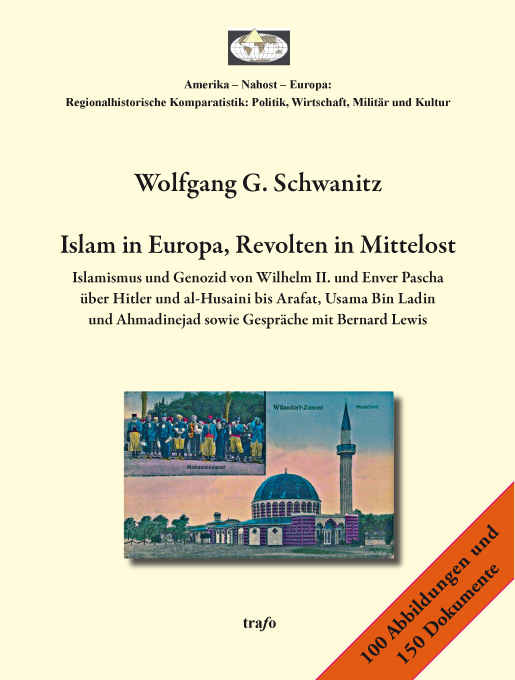
Islam in Europa, Revolten in Mittelost. Umschlagbild: „Wünsdorfer Mosche“ im Halbmondlager bei Berlin für muslimische Kriegsgefangene, deutsche Postkarte von 1916.

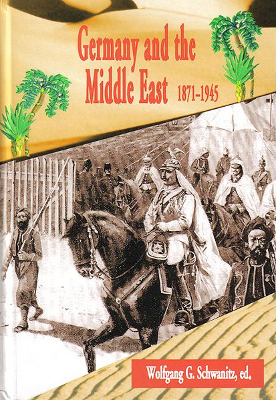
Titelbild des Buches Germany and the Middle East, 1871–1945. Es zeigt Kaiser Wilhelm II., der während seiner Palästinareise im Herbst 1898 aus seinem Jerusalemer Zeltlager ausreitet.

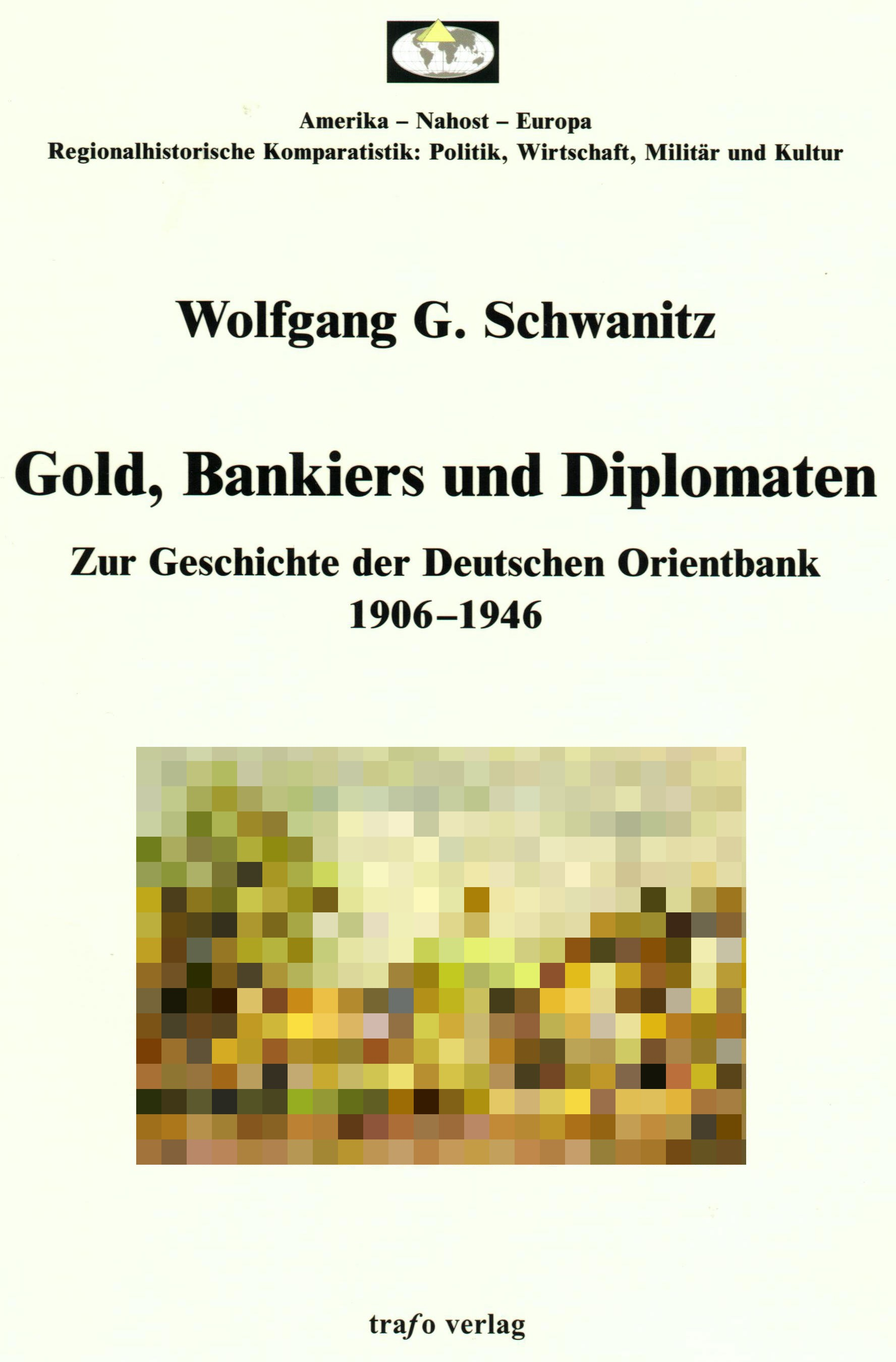
Gold, Bankiers und Diplomaten: Zur Geschichte der Deutschen Orientbank 1906–1946 aus der Buchserie Regionalhistorische Komparatistik Amerika-Nahost-Europa. Das Titelbild zeigt eine historische Postkarte mit dem Bild (Wolfgang Tritt, 1913–1983) der Sankt-Hedwigs-Kathedrale und (rechts davon) der Berliner Zentrale der Dresdner Bank und der Deutschen Orientbank AG.

- Mittelost Mosaik 2016. Ägyptens Antiislamismus, Israel, Arabien und Irans Atompakt, Islamstaat samt Kalifat sowie Abd al-Fattah as-Sisi, Donald J. Trump und Angela Merkel. Trafo-Wissenschaftsverlag Weist, Berlin 2019, ISBN 978-3-86464-147-3.
- Mittelost Mosaik 2015. Ägyptens Wandel, Israel und Irans Atompakt, Islamstaat Irak-Syrien sowie Barack H. Obama, Benjamin Netanjahu und Angela Merkel. Trafo-Wissenschaftsverlag Weist, Berlin 2017, ISBN 978-3-86464-103-9.
- Mittelost Mosaik 2014. Afghanistans Wahlen, Israels Raketenkrieg, Kalifat Irak-Syrien sowie Barack H. Obama, Papst Franziskus und Angela Merkel. Trafo-Wissenschaftsverlag Weist, Berlin 2016, ISBN 978-3-86464-009-4.
- Mittelost Mosaik 2013. Ägyptens Revolte, Syriens Bürgerkrieg, Irans Atompakt sowie Barack H. Obama, Abd al-Fattah as-Sisi und Angela Merkel. Trafo-Wissenschaftsverlag Weist, Berlin 2015, ISBN 978-3-86464-102-2.
- Nazis, Islamists, and the Making of the Modern Middle East. Yale University Press, New Haven & London 2014, mit Barry M. Rubin, ISBN 978-0-300-14090-3.
  - niederländisch: Nazi’s, Islamisten en het Moderne Midden-Oosten. Uitgeverij de Blauwe Tijger, Groningen 2017, ISBN 978-94-92161-48-2.
  - polnisch: Hitlerowcy, islamiści i narodziny nowożytnego Bliskiego Wschodu. Vis-à-vis/Etiuda, Kraków 2014, ISBN 978-83-7998-020-8.
  - ungarisch: Nácik iszlamisták és a modern Közel-Kelet megteremtése. Patmos Records, Budapest 2014, ISBN 978-61-5552-260-2.
- Islam in Europa, Revolten in Mittelost. Islamismus und Genozid von Wilhelm II. und Enver Pascha über Hitler und al-Husaini bis Arafat, Usama Bin Ladin und Ahmadinejad sowie Gespräche mit Bernard Lewis. 2. Auflage. Trafo-Wissenschaftsverlag Weist, Berlin 2014, ISBN 978-3-86464-018-6.
- Gold, Bankiers und Diplomaten: Zur Geschichte der Deutschen Orientbank 1906–1946. Trafo-Verlag Weist, Berlin 2002, ISBN 3-89626-288-2.
- Deutsche in Nahost 1946–1965: Sozialgeschichte nach Akten und Interviews. 2 Bände. Hänsel-Hohenhausen, Frankfurt am Main 1998, ISBN 3-8267-2553-0, ISBN 3-8267-2554-9.
- Die proimperialistische „Politik der offenen Tür“. Grundzüge der Wirtschaftsentwicklung in Ägypten von 1971 bis zum Beginn der 80er Jahre. Dissertation. Universität Leipzig, 1985.

Beiträge
- Die Fatalen Sieben im KZ – Zur Rolle des Muftis al-Husaini und weiterer Helfer in der Schoah. Audiatur Online, 1. Juni 2021, auch beruhend auf Photographic Evidence Shows Palestinian Leader Amin al-Husseini at a Nazi Concentration Camp. Tablet Magazine, 7. April 2021[12]
- A Holy War? The Jihad Legacy of World War I. AME Report. 10. März 2021 (PDF; 315 kB)
- Islamismus: Abd al-Malik Hamzas Theorie des Islamismus 1916. AME Report, 12. Juni 2020 (PDF; 618 kB)
- Atatürk in der Nazi-Imagination. Buchbeitrag Mittelost Mosaik 2016, 22. März 2019 (PDF; 1,39 MB)
- Talats Balfour-Deklaration. AME Report. vom 20. September 2018 (PDF; 478 kB)
- Jihad im Großen Krieg. Buchbeitrag Mittelost Mosaik 2015. vom 30. September 2017 (PDF; 734 kB)
- Merkels Wir schaffen das. Buchbeitrag Mittelost Mosaik 2015. vom 25. September 2017 (PDF; 328 kB)
- Geopolitik Mittelost. Explizit.Net. vom 15. Februar 2016 (PDF; 263 kB)
- Amerikas Jahrhunderttest. Explizit.Net. vom 19. Oktober 2015 (PDF; 65 kB)
- The Obscenity of Blaming Zionism for the Holocaust. Tablet Magazine, vom 6. März 2014 (PDF; 311 kB)
- Amerika, Israel und die Krim: Fünf Jahre ohne resolute Führung im Westen. Explizit.Net, vom 17. März 2014 (PDF; 275 kB).
- Demokratischer Staatsstreich in Kairo: Der Westen singt das Lied der Islamisten. Explizit.Net, vom 8. Juli 2013 (PDF; 366 kB).
- Adieu Muhammad Mursi: Tamarrud-Korrekturrevolte soll den Islamisten absetzen. Explizit.Net, vom 1. Juli 2013 (PDF; 296 kB).
- Streit um Max von Oppenheim. Explizit.Net, vom 22. August 2012 (PDF; 4,3 MB).
- Hitlers Muslime. In: Der Tagesspiegel. vom 23. April 2012 (PDF; 848 kB), 6.
- Bernard Lewis und das Ende der Mittelostgeschichte. In: Süddeutsche Zeitung. vom 13. Mai 2011 (PDF; 1,1 MB), 16.
- Erste Münchner Moschee. In: Sehepunkte. 11 (2011; PDF; 695 kB) 6.
- Iran im Zweiten Weltkrieg. In: Neue Politische Literatur. 56 (2011; PDF; 516 kB), S. 139–140.
- Arab Responses To The Holocaust. In: Israel Journal For Foreign Affairs. IV (2010; PDF; 1,5 MB) 2, S. 149–152.
- Deutsche Islampolitik? In: Jürgen Bellers (Hrsg.): Zur Sache Sarrazin. Lit, Münster 2010 (PDF; 687 kB), S. 141–154.
- Der Ungläubige als ultimativer Feind. In: Frankfurter Allgemeine Zeitung. vom 30. Juni 2010 (PDF; 1,7 MB), 32.
- Germans, Nukes, and Mullahs. In: Jewish Political Studies Review. 22 (2010; PDF; 533 kB) 1–2, S. 127–131.
- Yasir Arafat. In: Wolfgang Benz (Hrsg.): Handbuch des Antisemitismus. De Gruyter, Berlin 2009 (PDF; 1,4 MB), Band 2/1, S. 30.
- Anwar as-Sadat. In: Handbuch des Antisemitismus. De Gruyter, Berlin 2009 (PDF; 246 kB), Band 2/2, S. 712–713.
- Abd an-Nasir. In: Handbuch des Antisemitismus. De Gruyter, Berlin 2009 (PDF; 270 kB), Band 2/2, S. 577–578.
- Amin al-Husaini. In: Handbuch des Antisemitismus. De Gruyter, Berlin 2009 (PDF; 1 MB), Bd. 2/1, S. 9–10.
- La politique moyen-orientale et la RDA: Grotewohl en Irak, Ulbricht en Egypte et Honecker au Koweit. In: Chantal Metzger: La RDA. Lang, Bruxelles 2010 (PDF; 1,3 MB), S. 267–288.
- German-Kuwaiti Relations. In: MERIA Journal. 13 (2009; PDF; 2,7 MB) 1.
- Helmut Kohl und Mittelost. Geschichte. Transnational, vom 6. März 2009 (PDF; 587 kB)
- The Shaik and The Shoah. In: Jerusalem Post. vom 25. März 2009 (PDF; 177 kB).
- Euro-Islam. In: DAVO-Nachrichten. 12 (2008; PDF; 686 kB) 28, S. 85–86.
- Kaiser Wilhelms heiliger Krieg. Das Erste, Panorama Sendungstext, vom 12. Mai 2005 (PDF; 583 kB).
- August Bebel und Mittelost, Vorwort zu Die Mohammedanisch-Arabische Kulturperiode. Edition Ost, Bruxelles 1999 (PDF; 2,5 MB), S. 1–57.
- Amerikas ungeschriebene Islampolitik. Auslandsinformationen der Konrad-Adenauer-Stiftung 9 (2006; PDF; 729 kB), S. 4–29, 10 (2006; PDF; 395 kB), S. 89–116.
- Olivenzweig, Waffe und Terror: Deutsche und Palästinenser im Kalten Krieg. Auslandsinformationen der Konrad-Adenauer-Stiftung 3 (2005; PDF; 613 kB), S. 34–66.
- Najib Mahfuz: den Zaubertrunk des Westens kosten. In: Die Welt. vom 30. August 2006 (PDF; 252 kB), 27.
- Die Berliner Jihadisierung des Islam. Auslandsinformationen der Konrad-Adenauer-Stiftung 10 (2004; PDF; 103 kB), S. 17–37.
- Adenauer in New York, Pawelke in Kairo. Historisch-Politische Mitteilungen der Konrad-Adenauer-Stiftung, 10 (2003; PDF; 7,3 MB), S. 151–172.
- Nahostpolitische Retrospektive Fritz Grobbas. DAVO-Nachrichten 14 (2001; PDF; 770 kB), S. 53–56.
- Amerika, Mittelost, Europa: das deutsche Beispiel, DAVO-Nachrichten 7 (2001; PDF; 131 kB), 13, S. 51–55.
- Honecker wusste um Angriff auf Israel. In: Berliner Zeitung. vom 6. Oktober 1997 (PDF; 590 kB), 6.
- Occidentalistics by Hasan Hanafi. Middle East Policy, 3 (1994; PDF; 511 kB)1, S. 173–179.
- Essad Beys Biographie des Propheten Muhammad. Comparativ, Leipzig, 3 (1993; PDF; 550 kB), S. 128–131.

Herausgeberschaft
- Deutschland und der Mittlere Osten im Kalten Krieg. Leipziger Universitätsverlag, Leipzig 2006, ISBN 3-86583-144-3.
- Deutschland und der Mittlere Osten. Leipziger Universitätsverlag, Leipzig 2004, ISBN 3-937209-48-4.
- Germany and the Middle East, 1871–1945. Princeton Papers of Middle Eastern Studies (Hrsg.), Wiener, Princeton 2004 ISSN 1084-5666.
- Germany and the Middle East 1871–1945. Wiener, Princeton 2004, ISBN 1-55876-298-1, ISBN 1-55876-299-X; Madrid: Iberoamericana, 2004, ISBN 84-8489-169-0; Frankfurt am Main: Vervuert, 2004, ISBN 3-86527-157-X.
- 125 Jahre Sueskanal: Lauchhammers Eisenguß am Nil (= Historische Texte und Studien. Band 18). Olms, Hildesheim 1998, ISBN 3-487-10315-X.
- August Bebel: Die mohammedanisch-arabische Kulturperiode. Hrsg. und eingeleitet von Wolfgang G. Schwanitz. Ed. Ost, Berlin 1999, ISBN 3-929161-27-3.
- Egypt and Germany in the 19th and 20th Century. Hrsg. mit Wagih Atiq, Kairo: Dar ath-Thaqafa 1998, ISBN 977-19-3703-0.
- Jenseits der Legenden: Araber, Juden, Deutsche. Dietz, Berlin 1994, ISBN 3-320-01839-6.
- Berlin–Kairo: Damals und heute. Zur Geschichte deutsch-ägyptischer Beziehungen. Deutsch-Ägyptische Gesellschaft, Berlin 1991.